# قائمة اللوكسمبورغيون
هذه قائمة بأشخاص من لوكسمبورغ

## سياسة
- جان لوكسمبورغ (1921-2019), الدوق الأكبر السابق
- هنري لوكسمبورغ (مواليد 1955), الدوق الأكبر الحالي
- فيكتور بودسون (1902-1984), وزير العدل, الصالحين بين الأمم
- جان كلود يونكر (مواليد 1954), رئيس وزراء لوكسمبورغ, رئيس المفوضية الأوروبية
- جاك سانتر (مواليد 1937), رئيس وزراء لوكسمبورغ, رئيس المفوضية الأوروبية
- مارتين شومر (مواليد 1961) دبلوماسي
- روبرت شومان (1886-1963), رئيس الوزراء الفرنسي, أحد مؤسسي الاتحاد الأوروبي
- غاستون ثورن (1928-2007), سياسي لوكسمبورغ, رئيس المفوضية الأوروبية
- بيير ويرنر (1913-2002), رئيس وزراء لوكسمبورغ, شخصية من المجموعة الاقتصادية الأوروبية

- جوستوس دوفالوس - إتشي هيتشي - Sézar/César

## الفنون والثقافة
- بول ألبريشت (1874-1975), ملحن
- لويس بيشت (1886–1943), ملحن
- تشارلز برنهوفت (1859-1933), مصور
- إميل بويريس (1890-1944), ملحن
- بيير برانديبورغ (1824-1878), رسام ومصور
- جوزي براون (مواليد 1938), كاتب
- إليزابيث كالمس (مواليد 1947), رسام
- ساندرين كانتوريجي (مواليد 1969), عازف كمان
- كلاوس سيتو (1882-1965), نحات
- جيم كليميس (مواليد 1957), مهندس معماري
- سيمون ديكر (مواليد 1968), فنان
- ميشيل إنجلز (1851–1901), رسام, رسام
- تاتيانا فابيك (مواليد 1970), مهندسة معمارية
- باتي فيشر (1877–1958), مصور هاو
- جان بابتيست فريزيز (1800-1867), فنان
- جوني فريتز (مواليد 1944), ملحن
- باتريك جالباتس (مواليد 1978), مصور
- هوغو غيرنسباك (1884-1967), كاتب ومحرر وناشر
- تيريز جلايسنر هارتمان (1858-1923), رسام
- جوست جراس (مواليد 1924), فنان ورجل أعمال
- لوك جريتن (مواليد 1964), ملحن وموسيقي
- فرانسواز جروبن (1965-2011), عازف التشيلو
- إرني هاميس (مواليد 1968), عازف البوق
- جورج هاوسمر (مواليد 1957), كاتب
- جاي هيلمينجر (مواليد 1963), كاتب
- نيكو هيلمنغر (مواليد 1953), كاتب
- ماكس جاكوبي (مواليد 1977), صانع أفلام
- بيير جوريس (مواليد 1946), شاعر
- غوستاف كاهنت (1848-1923), ملحن
- جان بيير كيمر (1923-1991), ملحن, قائد, قائد جوقة
- مارييت كيمير (مواليد 1953), مغنية الأوبرا
- ثيو كيرج (1909-1993), فنان
- كميل كيرجر (مواليد 1957), ملحن, مغني الأوبرا
- ويل كيسيلر (1899–1983), رسام
- جان ماري كيففر (مواليد 1960), ملحن
- اميل كيرشت (1913-1994), رسام
- نيكو كلوب (1894-1930), رسام
- أنيز كولتز (مواليد 1928), شاعر
- فيكي كريبس (مواليد 1983), ممثلة
- جان كرير (مواليد 1949), شاعر
- ليون كرير (مواليد 1946), مهندس معماري
- إدوارد كوتر (1887–1978), مصور
- إدوارد كوتر (مواليد 1934), مصور
- جوزيف كوتر (1894-1941), رسام
- بول كوتر (1863-1937), مصور
- يفون لامبرت (مواليد 1955), مصور
- دومينيك لانغ (1874-1919), رسام
- كلود لينرز (مواليد 1956), ملحن
- جورج لينتز (مواليد 1965), ملحن
- ميشيل لينتز (1820-1893), شاعر
- نيكولا ليز (1809-1892), مصمم مطبوعات حجرية, رسام
- هانا صوفيا لوبيز (مواليد 1990), ممثلة
- ماريان ماجيروس (مواليد 1956), مصورة
- ميشيل ماجيروس (مواليد 1967-2002), فنان
- لوران مينيجر (1835-1902), ملحن
- أنطوان ماير (1801-1857), شاعر وعالم رياضيات
- بادي مينك (مواليد 1960), فنان ومخرج
- الكسندر مولينباخ (مواليد 1949), ملحن
- جان مولر (مواليد 1979), عازف البيانو
- جوزيف الكسندر مولر (1854-1931), ملحن
- ديزيريه نوسبوش (مواليد 1965), ممثلة
- جوزيف بروبست (1911-1997), فنان
- هاري رابينجر (1895–1966), رسام
- ميشيل ريس (مواليد 1982), عازف جاز
- غي روينيج (مواليد 1947), كاتب
- ناتالي رونفو (مواليد 1977), شاعر, كاتب مسرحي
- بول ساكس (مواليد 1960), كاتب
- لامبرت شليشتر (مواليد 1941), كاتب
- فرانشيسكو تريستانو شليميه (مواليد 1981), عازف البيانو
- أرليت شنايدر (مواليد الخمسينيات), مهندس معماري
- بيتينا شول-سابباتيني (مواليد 1942), نحات
- باسكال شوماخر (مواليد 1979), موسيقي جاز
- فرانتس سيميتز (1858-1934), رسام
- إدوارد شتايتشن (1879-1973), مصور
- ماري هنرييت ستيل (1898-1930), كاتبة
- ميشيل ستوفل (1903-1963), رسام
- فيليكس تايز (1830-1855), كاتب
- فوني تيسن (1909-1975), فنان
- سو مي تسي (مواليد 1973), موسيقي, مصور, نحات
- نورا واجنر (مواليد 1989), كاتبة
- جاست والتزينج (مواليد 1956), موسيقي جاز, ملحن
- باتي ويبر (1860-1940), كاتب
- سوستين وايس (1872-1941), رسام, مهندس معماري
- مارسيل وينجلر (مواليد 1946), ملحن
- لوسيان ويركولييه (1908-2002), نحات

## الأكاديميا
- اميل هيرش (1851-1923), حاخام
- كريستيان لينستر (مواليد 1962), عالم أعصاب
- غبريال ليبمان (1845-1921), فيزيائي (مواليد لوكسمبورغ)
- أرنو جاي ماير (مواليد 1926), مؤرخ
- نيكولاس هيلد (مواليد 1991), عالم فيزياء الجسيمات
- فيليسيان ستيتشن (1926-2011), جراح

## رياضات
- جوزي بارثيل (1927-1992), رياضي, ذهبية أولمبية عام 1952
- فرانسوا فابر (1887-1915), دراج
- نيكولاس فرانتز (1899–1985), دراج
- شارلي جول (1932-2005), دراج
- مارك جيرارديلي (مواليد 1963), متزلج
- جون غرون (1868-1912), الرجل القوي
- بوب جنجلز (مواليد 1992), دراج
- كيم كيرشن (مواليد 1978), دراج
- جيل مولر (مواليد 1983), لاعب تنس
- آندي شليك (مواليد 1985), دراج
- فرانك شليك (مواليد 1980), دراج
- ميشيل ثياتو (1878-1919), عداء

## آخر
- كاتيل جيلو (مواليد 1972), صاحب مطعم فرنسي المولد يدير مطعمين حائزين على نجمة ميشلان في لوكسمبورغ
- Wilhelm von Knyphausen (1716–1800), الجنرال أثناء الثورة الأمريكية (مولود في لوكسمبورغ)
- نوربرت فون كونيتسكي (1934-2005), رجل أعمال وخبير اقتصادي
- ليا لينستر (مواليد 1955), طاهٍ حائز على جوائز
- هنري تيودور (1859-1928), مخترع وصناعي
- سوزانا فان توندر (مواليد 1988), ناشطة في مجال حقوق المعوقين, ومدافعة عن المرضى, ومدونة
- جان كلود بيفر (مواليد 1949), صانع ساعات وصانع جبن ورجل أعمال, وهو حاليًا رئيس قسم ساعات أل في أم أش
- greco fotis (مواليد 1969), المؤثر على وسائل التواصل الاجتماعي شاومي حصل على الفتنة